# Marktbeobachtung
Marktbeobachtung (oder Markterkundung) ist in der Marktforschung die Beobachtung eines relevanten Markts durch die Marktteilnehmer oder im Rahmen der Marktregulierung durch Regulierungsbehörden.

## Allgemeines
Marktteilnehmer sind die Anbieter und Nachfrager, die einen Markt, dessen Marktdaten und dessen Marktentwicklung systematisch beobachten. Nicht nur Unternehmen, sondern auch Privathaushalte (beim Angebotsvergleich), Wirtschaftsforschungsinstitute oder der Staat (über Behörden) betreiben Marktbeobachtung. Als Märkte kommen für Unternehmen nicht nur ihr Absatzmarkt, sondern der Beschaffungsmarkt, der Arbeitsmarkt oder der Investitionsgütermarkt in Betracht. Die Marktbeobachtung befasst sich Friedrich Henzel zufolge mit der Untersuchung der Marktentwicklung und wird mit der Marktanalyse zur Marktforschung zusammengefasst. Während die Marktanalyse die einmalige Analyse des Marktes zu einem bestimmten Zeitpunkt vornimmt, ist die Marktbeobachtung die permanente, systematische Ergänzung dieser einmaligen Bestandsaufnahme. Die Marktbeobachtung versucht aus historischen Daten, Umfrageergebnissen und weichen Daten eine zukünftige Marktentwicklung vorherzusagen.

## Arten
Bei der primären Marktbeobachtung werden die auszuwertenden Daten durch das Unternehmen selbst erhoben (beispielsweise Umfragen, eigene Unternehmensdaten), die sekundäre Beobachtung wertet Daten aus Sekundärquellen (etwa von Marktforschungsunternehmen, Betriebsstatistiken, Betriebsvergleichen oder Wirtschaftsstatistiken) aus. Das Business Development kann bei der Datenerhebung beider Arten mitwirken. Primäre Marktbeobachtung betreiben auch Arbitrageure, Anleger, Händler (Effektenhändler), Spekulanten oder Trader (Noise Trader), um hierauf ihre Kauf-, Halte- oder Verkaufsentscheidung aufzubauen. Die Markterkundung ist lediglich eine gelegentliche, nicht systematische Untersuchung des Marktes.

## Aufgaben
Grundlage für die Marktbeobachtung ist zunächst die Ermittlung der Marktform (Monopol, Oligopol oder Polypol) und des Markttyps (Massenmarkt, Klassenmarkt oder Nischenmarkt). Auch weitere Rahmenbedingungen wie Kaufkraft, Kaufverhalten, Marktanteile, Marktmacht (Käufer- oder Verkäufermarkt), Marktpotenzial, Markttiefe, Marktvolumen, Marktwachstum oder Zielgruppen sind zu ermitteln oder zu prognostizieren. Als wichtigste Methode zur systematischen Marktbeobachtung gilt das Panel.
Auch die Marktanpassung, also die Anpassung des Marktes auf die Veränderung bisheriger Marktbedingungen (Marktpreisänderungen, Zinsänderungen, Geschmacks- oder Modewandel, Angebots- oder Bedarfsverschiebungen) wird von der Marktbeobachtung untersucht.

## Regulierungsbehörden
Regulierungsbehörden oder Aufsichtsbehörden betreiben Marktbeobachtung, um die Einhaltung der Marktordnung zu überwachen. So beobachtet das Bundesamt für Güterverkehr nach § 14 Abs. 1 GüKG die Entwicklung des Marktgeschehens im Verkehr. Seine Marktbeobachtung umfasst den Eisenbahn-, Straßen- und Binnenschiffsgüterverkehr, den Luftverkehr sowie die Logistik. Mit der Marktbeobachtung sollen Entwicklungen auf dem Verkehrs- und Logistikmarkt frühzeitig erkannt werden. Die Bundesnetzagentur beobachtet nach § 47a GWB laufend die Vermarktung und den Handel mit Elektrizität und Erdgas auf der Großhandelsstufe. Das Bundeskartellamt beobachtet den Handel mit Kraftstoffen gemäß § 47k GWB, um unter anderem mögliche Preisabsprachen aufzudecken. Gemäß § 35 Abs. 1 AWV ist unter bestimmten Voraussetzungen zum Zweck der Marktbeobachtung vom Importeur eine Einfuhrkontrollmeldung vorzulegen; die zuständige Zollstelle leitet diese Kontrollmeldungen zum Zweck der Marktbeobachtung an das Bundesamt für Wirtschaft und Ausfuhrkontrolle (BAFA) weiter.
Das Vigilanzsystem umfasst alle Stufen der Marktbeobachtung in Verkehr gebrachter Medizinprodukte durch den Hersteller oder Importeur, die Beobachtung und Bewertung aller Vorkommnisse, deren Meldungen an die Behörden und der Gefahrenabwehr wie z. B. Rückrufe.

## Vergaberechtliche Markterkundung (Deutschland)
Bevor ein Vergabeverfahren eingeleitet wird, ist es öffentlichen Auftraggebern erlaubt, Markterkundungen gem. § 28 Abs. 1 VgV (bzw. § 2 VOB/A EU, § 26 SektVO) durchzuführen. Die Markterkundung wird auch „Marktsondierung“ oder „Marktkonsultation“ (vgl. Art. 40 der RL 2014/24/EU) genannt. Die vergaberechtliche Markterkundung hilft dem öffentlichen Auftraggeber, seinen spezifischen Bedarf zu definieren, den voraussichtlichen Auftragswert zu schätzen, die Vergabeunterlagen in Übereinstimmung mit dem Markt zu erstellen und die geeignete Verfahrensart (z. B. offenes Verfahren, Verhandlungsverfahren usw.) festzulegen. Die Durchführung von Vergabeverfahren, lediglich zur Markterkundung und zum Zwecke der Kosten- oder Preisermittlung sind unzulässig, § 28 Abs. 2 VgV.